# اوج‌گیری تورم ۲۰۲۲–۲۰۲۱

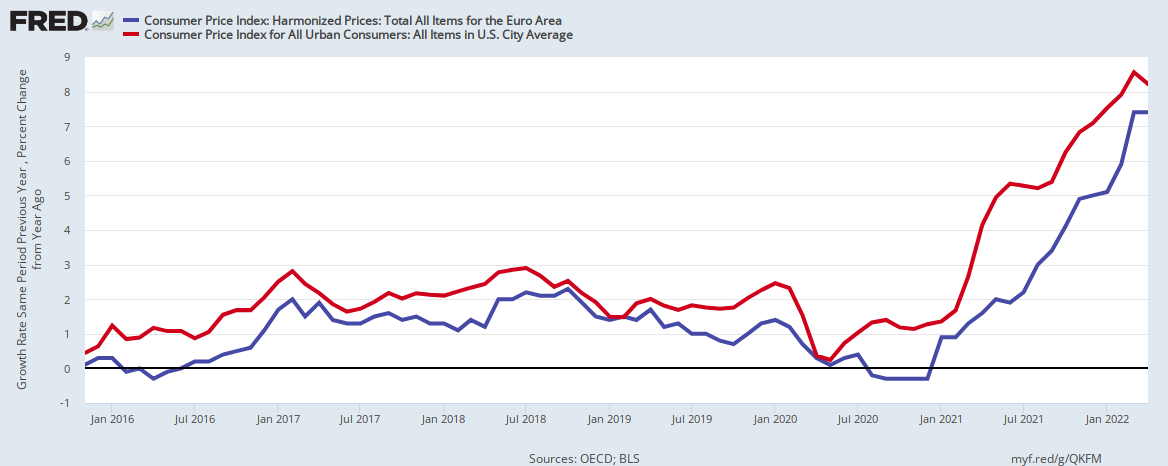
نرخ تورم، ایالات متحده و منطقه یورو، ژانویه ۲۰۱۶ تا آوریل ۲۰۲۲

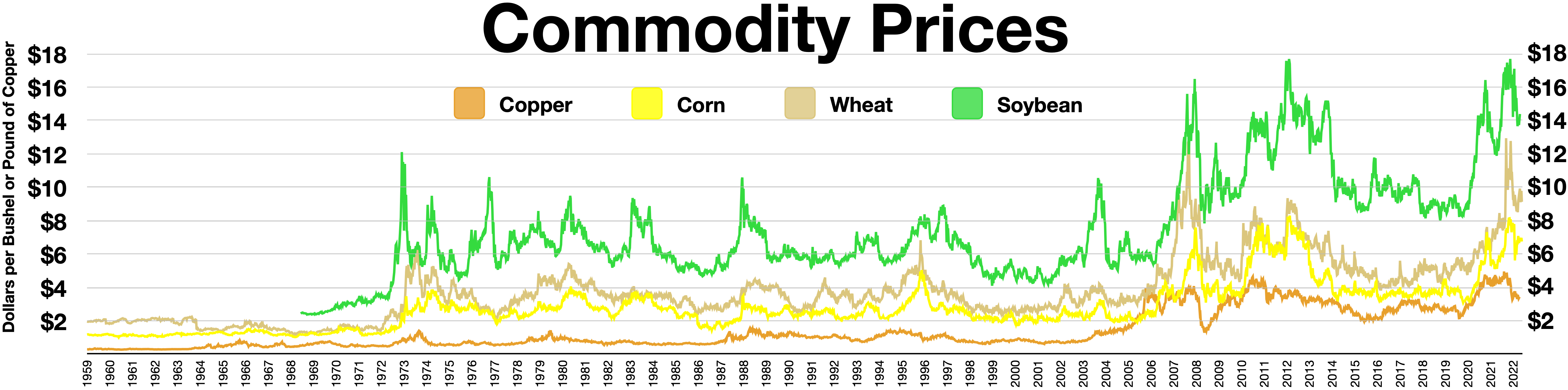
قیمت کالاها در ایالات متحده

اوج‌گیری تورم ۲۰۲۱–۲۰۲۲ تورم اقتصادی بالا در بسیاری از نقاط جهان است که از اوایل سال ۲۰۲۱ آغاز شد. این امر عمدتاً به کمبود عرضه ناشی از دنیاگیری کووید-۱۹، همراه با تقاضای مصرف‌کننده بالا که ناشی از رشد تاریخی قوی در اشتغال و دستمزدها همزمان با افول دنیاگیری است، نسبت داده می‌شود. در نتیجه، بسیاری از کشورها بالاترین نرخ تورم خود را در چند دهه اخیر داشته‌اند.

## پیشینه و علل
در حالی که هیچ توافق واحدی توسط اقتصاددانان در مورد علت دقیق افزایش تورم وجود ندارد، چندین نظریه در این باره وجود دارد. بیشترشان آن را به کمبود محصول ناشی از مشکلات زنجیره تأمین جهانی نسبت می‌دهند که عمدتاً ناشی از همه‌گیری کووید-۱۹ است. دلایل دیگر ذکر شده عبارتند از تقاضای مصرف‌کننده قوی ناشی از رشد قوی اشتغال و دستمزد اسمی. و این واقعیت که قیمت‌های سال ۲۰۲۱ با قیمت‌های سال ۲۰۲۰ مقایسه می‌شوند که به دلیل تعطیلی‌های مرتبط با دنیاگیری کاهش یافته بود. در ایالات متحده، جمهوری خواهان و برخی از اقتصاددانان از هزینه‌های ناشی از تصویب برنامه‌های امدادی کووید-۱۹ توسط کنگره ایالات متحده به عنوان عاملی برای افزایش تورم یاد می‌کنند.

## تأثیر بر کشورها

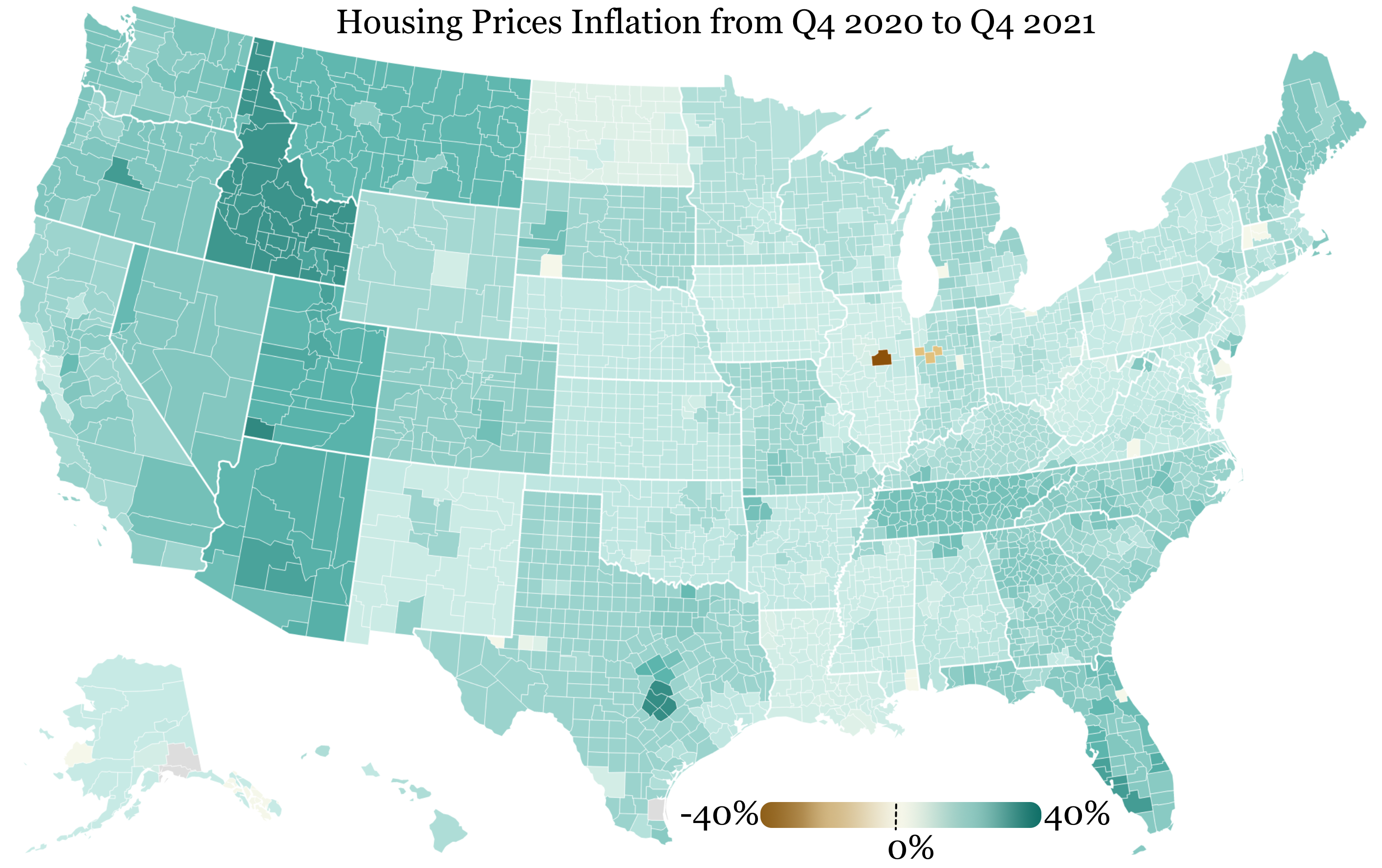
تورم قیمت مسکن از سه‌ماهه چهارم ۲۰۲۰ تا سه‌ماهه چهارم ۲۰۲۱ در ایالات متحده ۴۰٪ ۲۰٪ 0% -20% -۴۰٪

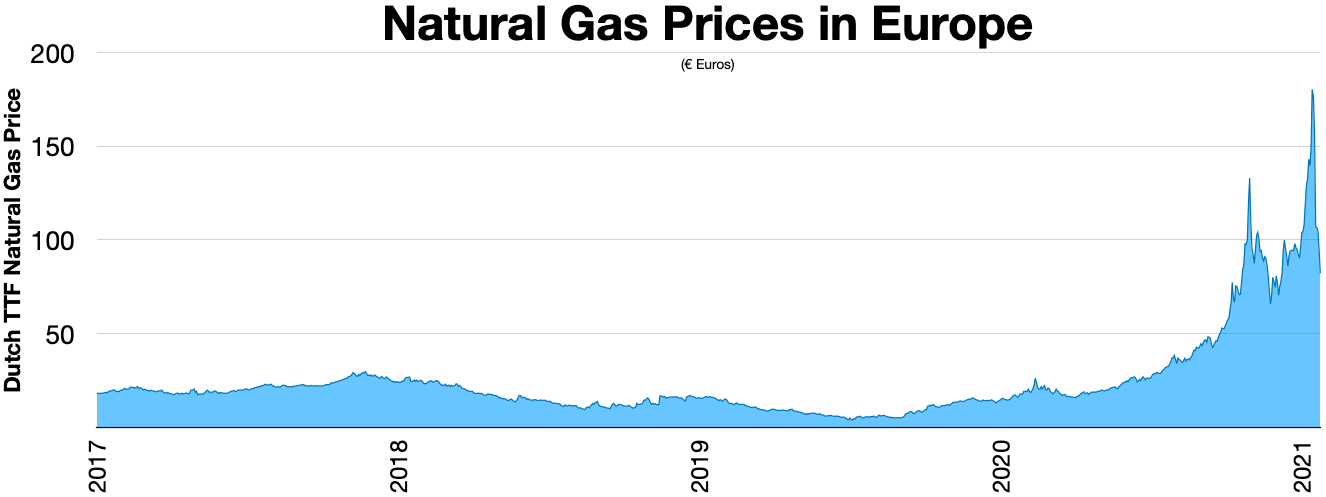
قیمت گاز طبیعی اتحادیه اروپا بحران جهانی انرژی ۲۰۲۱–۲۰۲۲

در حالی که بیشتر کشورها طی سال‌های ۲۰۲۱ و ۲۰۲۲ شاهد افزایش نرخ تورم سالانه خود بوده‌اند، برخی از بالاترین نرخ‌های افزایش در اروپا، برزیل، ترکیه، ایالات متحده و نیوزلند بوده‌اند.

## تأثیر تهاجم روسیه به اوکراین در سال ۲۰۲۲
در ۲۲ فوریه ۲۰۲۲، قبل از حمله روسیه به اوکراین، دولت آلمان خط لوله نورد استریم ۲ بین روسیه و آلمان را مسدود کرد، که در مقطعی باعث افزایش قابل توجه قیمت گاز طبیعی شد. به خصوص در اروپا، این به قبض‌های برق بسیار بالاتر انجامید.
در ۲۴ فوریه، نیروهای مسلح روسیه با آغاز تجاوزی به خاک اوکراین، خواستار سرنگونی دولت منتخب دموکراتیک و جایگزینی آن با یک دولت دست نشانده روسیه آغاز کردند. قبل از تجاوز، اوکراین ۱۱٫۵ درصد از محصول گندم جهان و ۱۷ درصد از محصول ذرت جهان را تولید می‌کرد و این تجاوز باعث شد که قیمت گندم و ذرت به‌طور چشمگیری افزایش یابد، که به نوبه خود باعث افزایش قیمت مواد غذایی و بیودیزل شد. علاوه بر این، قیمت هر بشکه نفت خام برنت از ۹۷٫۹۳ دلار در ۲۵ فوریه به ۱۲۷٫۹۸ دلار در ۸ مارس افزایش یافت، که باعث شد فراورده هایپتروشیمی و سایر کالاهای وابسته به نفت خام نیز قیمتشان افزایش یابد.
اثر تحریم‌ها بر اقتصاد روسیه باعث شد که تورم سالانه به ۱۷٫۸۹ درصد برسد که بالاترین میزان از سال ۲۰۰۲ بود. تورم هفتگی در هفته ۸ آوریل به بالاترین میزان ۰٫۹۹٪ رسید و تورم امسال در روسیه را به ۱۰٫۸۳٪ در مقایسه با ۲٫۷۲٪ در دوره مشابه سال ۲۰۲۱ رساند.

## تأثیرات منطقه ای

### آمریکای شمالی
در ایالات متحده شاخص قیمت مصرف‌کننده بین نوامبر ۲۰۲۰ و نوامبر ۲۰۲۱, ۶٫۸٪ به خاطر افزایش قیمت بنزین، غذا و مسکن رشد کرد. هزینه‌های بالای انرژی باعث شد تورم در سال ۲۰۲۲ بالاتر برود، و به حداکثر ۹٫۱٪ برسد، که از سال ۱۹۸۱ بی‌سابقه بود. در ژوئیه ۲۰۲۲، فدرال رزرو نرخ بهره را برای سومین بار در یک سال افزایش داد، با این حال تورم بالا باقی ماند و از رشد دستمردها و هزینه کردها پیشی گرفت. بنا بر مؤسسه سیاست اقتصادی به خاطر تورم حداقل دستمزد از هر زمان دیگری از ۱۹۵۶ تا به این زمان ارزش کمتری داشته‌است. به هر روی، بالابردن نرخ بهره‌ها سریعتر و زودتر از پاسخ بانک مرکزی اروپا دانسته شد، بنابراین با این که یورو سقوط کرد دلار قوی ماند و شاخص دلار ایالات متحده به ۱۱۴ رسید، که به آن کمک کرد برای اولین بار پس از ۲۰ سال ارزش دلار ایالات متحده از یورو بیشتر شود. در ۲۷ ژوئیه فد اعلام کرد برای چهارمین بار نرخ بهره را به میزان ۰٫۷۵ درصد بالا می‌برد که این نرخ را به دامنه ای بین ۲٫۲۵٪ و ۲٫۵٪ رساند؛ گرچه بالابردن نرخ بهره به عنوان حرکتی برای مبارزه با تورم مورد انتظار است، با بروز نشانه‌هایی از وارد شدن اقتصاد به کسادی، که بالابردن بهره احتمالاً تشدیدش خواهد کرد با احتیاط بیشتر به آن نگاه می‌شود.
در ایالات متحده بعد از اوج‌گیری تورم در ژوئن ۲۰۲۲ تا ۹٫۱٪، تورم با شیبی ملایم به سمت کاهش رفت و طبق آخرین آمار در ژانویه ۲۰۲۳، نرخ تورم ایالات متحده به ۶٫۵٪ رسید.